# Lợn Swabian-Hall
Lợn Swabian-Hall (Schwäbisch-Hällische Landschwein) là giống lợn nhà có nguồn gốc từ Schwäbisch Hall ở Baden-Württemberg, Đức. Giống lợn này có kích thước lớn lớn, có màu trắng ở trung tâm với một đầu đen và phía sau lần lượt là các dải màu xám hẹp với sự chuyển tiếp từ da trắng sang đen. Chúng có nhiều lứa đẻ trung bình hơn 9 lợn con.

## Lịch sử
Giống lợn này được bắt đầu bởi vua George III, người nhập khẩu Lợn Meishan Nhật Bản vào năm 1820 để lai với Lợn Landrace Đức với ý tưởng tăng hàm lượng chất béo. Biệt danh là Mohrenköpfle. Theo lệnh của vua Wilhelm I, những con lợn có khuôn mặt có mảng da khác màu được nhập từ Trung Quốc vào năm 1820 hoặc 1821, để cải thiện việc chăn nuôi lợn ở vương quốc Württemberg. Việc lai giống với "lợn Trung Quốc" đặc biệt thành công tại các kho dự trữ của lợn trong nước ở vùng Hohenlohe và khu vực xung quanh thị trấn Schwäbisch Hall.

Giống lợn này ngày nay có uy tín cao với những người sành ăn, vì nó có thịt sẫm màu hơn và hương vị đặc biệt mạnh mẽ. Kể từ năm 1998, thịt lợn Swabian-Hall (Schwäbisch-Hällisches Qualitätsschweinfleisch) là một sản phẩm có chỉ dẫn địa lý ở Liên minh châu Âu; chỉ có lợn đến từ Swabian Hall, Hohenlohe và một số huyện lân cận có thể được bán dưới cái tên này. Hiện nay chỉ có khoảng 1500 lợn nái đăng ký dưới tên giống lợn này. Tất cả những điều này là từ các trang trại thuộc Hiệp hội sản xuất nông dân của Swabian Hall (Bäuerliche Erzeugergemeinschaft Schwäbisch Hall), tổ chức thực hiện chế độ kiểm tra kiểm soát chặt chẽ chất lượng thức ăn cho động vật. Hiệp hội các nhà nhân giống Swabian-Hall (Züchtervereinigung Schwäbisch Hällisches Schwein) được thành lập (2077) trước Hiệp hội các nhà sản xuất (1607) nhưng Nông dân hiện nay là một công ty con của tổ chức này.